# لارل (مریلند)
لارل (به انگلیسی: Laurel) شهری در ایالت مریلند کشور ایالات متحده آمریکا است که جمعیت آن در سرشماری سال ۲۰۱۰ میلادی، ۲۵٬۱۱۵ نفر بوده‌است.